# بلاديوم
البلاديوم عنصر كيميائي رمزه Pd وعدده الذري 46؛ وينتمي إلى عناصر المستوى الفرعي d في الدورة الخامسة في الجدول الدوري، فهو بالتالي ينتمي كيميائياً إلى الفلزات الانتقالية؛ كما يقع في المرتبة الثانية ضمن عناصر المجموعة العاشرة المعروفة أيضاً باسم مجموعة النيكل.
البلاديوم نادر، ويوجد في شكله النقي على هيئة فلز ذي لون أبيض فضي لامع، ويتميز بارتفاع الصلادة ومقاومته للتآكل، لذلك فهو من الفلزات النبيلة، كما أنه أيضاً من الفلزات النفيسة. ينتمي البلاديوم إلى مجموعة البلاتين، وهي بالإضافة إليه تتألف من عناصر البلاتين والروديوم والروثينيوم والإريديوم والأوزميوم، وتتشابه في خواصها الكيميائية والفيزيائية، ولكن للبلاديوم أقل نقطة انصهار من بينها، كما أنه أقلها كثافة.
اكتشف هذا العنصر في سنة 1802 من العالم وليام هايد ولاستون، وأطلق عليه هذه التسمية على شرف اكتشاف الكويكب بالاس في ذات السنة، وتعود النسبة في كلتا التسميتين إلى بالاس Παλλάς أحد ألقاب الآلهة الأسطورية الإغريقية أثينا. لا يتوفر البلاديوم بكثرة في القشرة الأرضية، ويرافق عادة خامات الذهب والبلاتين على هيئة عنصر طبيعي.
يستخدم هذا الفلز بشكل واسع مثل فلزي البلاتين والروديوم في مجال التحفيز الكيميائي، مثل دخوله في تركيب المحولات الحفزية في السيارات من أجل تحويل الملوثات الغازية الضارة إلى غازات أقل ضرراً على البيئة. وتوجد له تطبيقات عديدة أخرى في مجال الصناعات الكيميائية وصناعة الإلكترونيات وفي مجالات الطب وطب الأسنان، كما يدخل أيضاً في صناعة المجوهرات. لا يعرف للبلاديوم دور حيوي؛ من جهة أخرى نظراً لندرته ونفاسته فإنه يعد من السلع الاستثمارية.

## التاريخ وأصل التسمية

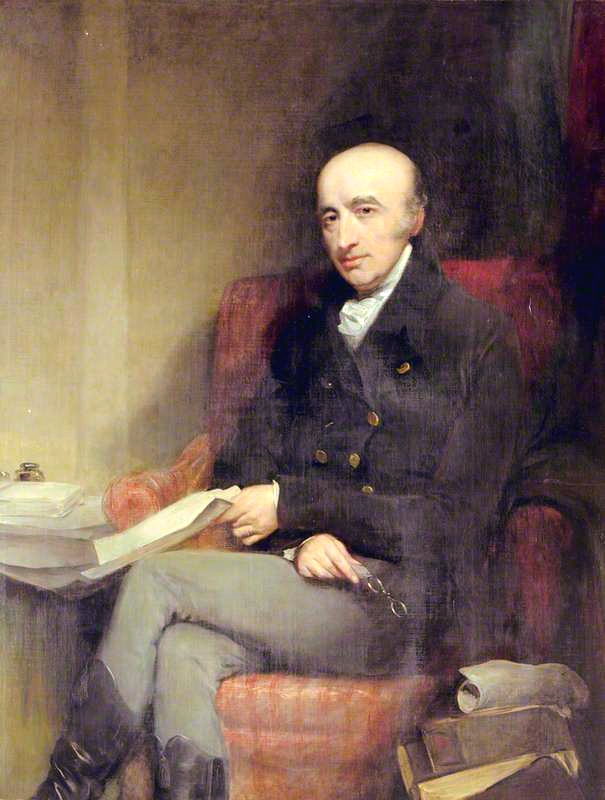
وليام هايد ولاستون

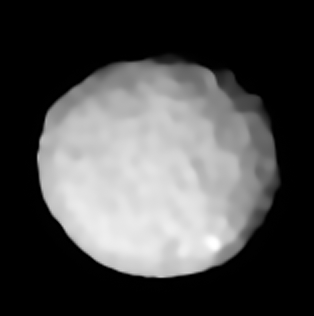
صورة مقربة بشكل كبير للكويكب 2 باللاس، والذي سمي هذا العنصر على شرف اكتشافه

ينسب الفضل في اكتشاف هذا العنصر إلى العالم الكيميائي وليام هايد ولاستون ، الذي أشار في كتابه المختبري في شهر يوليو من سنة 1802 إلى اكتشاف فلز نبيل جديد، والذي أطلق عليه اسم «بلاديوم»  على شرف اكتشاف الكويكب بالاس  قبل شهرين من ذات السنة، والذي ظن بداية أنه كوكب جديد. وتعود النسبة في كلتا التسميتين إلى اللفظ الإغريقي بالاس Παλλάς، وهو أحد ألقاب  الآلهة الأسطورية الإغريقية أثينا ، والتي حازته حزناً على بالاس ابنة تريتون  وفق الأساطير الإغريقية.
كان ولاستون في تلك الفترة في خضم أبحاث وتجارب على على خامات لفلز البلاتين استحصلها من أمريكا الجنوبية، من ضمنها خامة كان تركيبها يحوي في معظمها على عنصر البلاتين (85%)، بالإضافة إلى نسبة تقارب 5% من مزيج من عناصر الفلزات النبيلة. قام ولاستون بحل وإذابة هذه العينة في الماء الملكي  ثم بمعادلة الوسط باستخدام محلول من هيدروكسيد الصوديوم، ثم قام بإضافة كلوريد الأمونيوم إلى الوسط مما أدى إلى ترسب البلاتين على هيئة سداسي كلوروبلاتينات الأمونيوم  وفصله عن المزيج. بعد ذلك أضاف سيانيد الزئبق الثنائي إلى المحلول، مما أدى إلى الحصول على ملح سيانيد البلاديوم ، والذي أدى تسخينه إلى التفكك الحراري والحصول على عنصر البلاديوم. قام ولاستون بتنقية كمية من هذا الفلز وعرضه في محل صغير في سوهو  في العاصمة البريطانية لندن في شهر أبريل من سنة 1803، وذلك من غير أن يكشف عن هويته. إلا أن ذلك الإعلان لاقى نقداً لاذعاً من الكيميائي ريتشارد تشينيفكس ، الذي ادعى أن المعروض ما هو إلا سبيكة من البلاتين والزئبق؛ لذلك أعلن ولاستون عن جائزة لمن يقوم بتحضير سبيكة البلاديوم. على الرغم من ذلك، حاز تشينيفكس في سنة 1803 على وسام كوبلي  بعدما نشر تجاربه التي أجراها على البلاديوم. أما ولاستون فلم يقم بنشر تجاربه عن اكتشاف عنصر البلاديوم إلا في سنة 1804، عندما أعلن عن اكتشاف عنصر الروديوم، وأشار حينها إلى بعض أعماله على البلاديوم. ثم صرّح بشكل واضح أنه مكتشف عنصر البلاديوم في منشور علمي في سنة 1805.
لاحظ توماس غراهام  أثناء أبحاثه في سنة 1866 الخواص المذهلة في مقدرة مسحوق البلاديوم الناعم جداً على تخزين غاز الهيدروجين. عموماً، وبعد اكتشاف هذا العنصر أجريت التجارب والأبحاث على المركبات الكيميائية للبلاديوم، ومن ضمنها كلوريد البلاديوم، الذي اقترح في الماضي استخدامه دواءاً لعلاج مرض السل ؛ إلا أن الأعراض الجانبية الضارة حالت دون استمرار استخدامه في هذا المجال. بالمقابل، في تطبيق صناعي مهم اكتشف الكيميائي الأمريكي فرنسيس فيليبس  في سنة 1894 الدور التحفيزي لمركب كلوريد البلاديوم في تفاعل أكسدة الإيثيلين إلى إيثانال (أسيتالدهيد). في أواخر خمسينيات القرن العشرين قامت الشركة الألمانية فاكر للكيماويات  باستغلال اكتشاف فيليبس في تطوير عملية فاكر الصناعية.
انتشرت الأبحاث على الخواص التحفيزية للبلاديوم ومركباته بشكل مكثف منذ نهايات العقد السادس في القرن العشرين، وخاصة في مجال التفاعلات العضوية، مثل تفاعل الازدواج ، مما أدى إلى اكتشاف سلسلة من التاعلات العضوية المهمة، مثل تفاعل هيك  وتفاعل ستيل  وتفاعل سوزوكي  بالإضافة إلى تفاعل ازدواج نيجيشي . نتيجةً لتلك الأبحاث حاز كل من ريتشارد هيك  وأي إيتشي نيجيشي  وأكيرا سوزوكي  على جائزة نوبل في الكيمياء سنة 2010.

## الوفرة الطبيعية

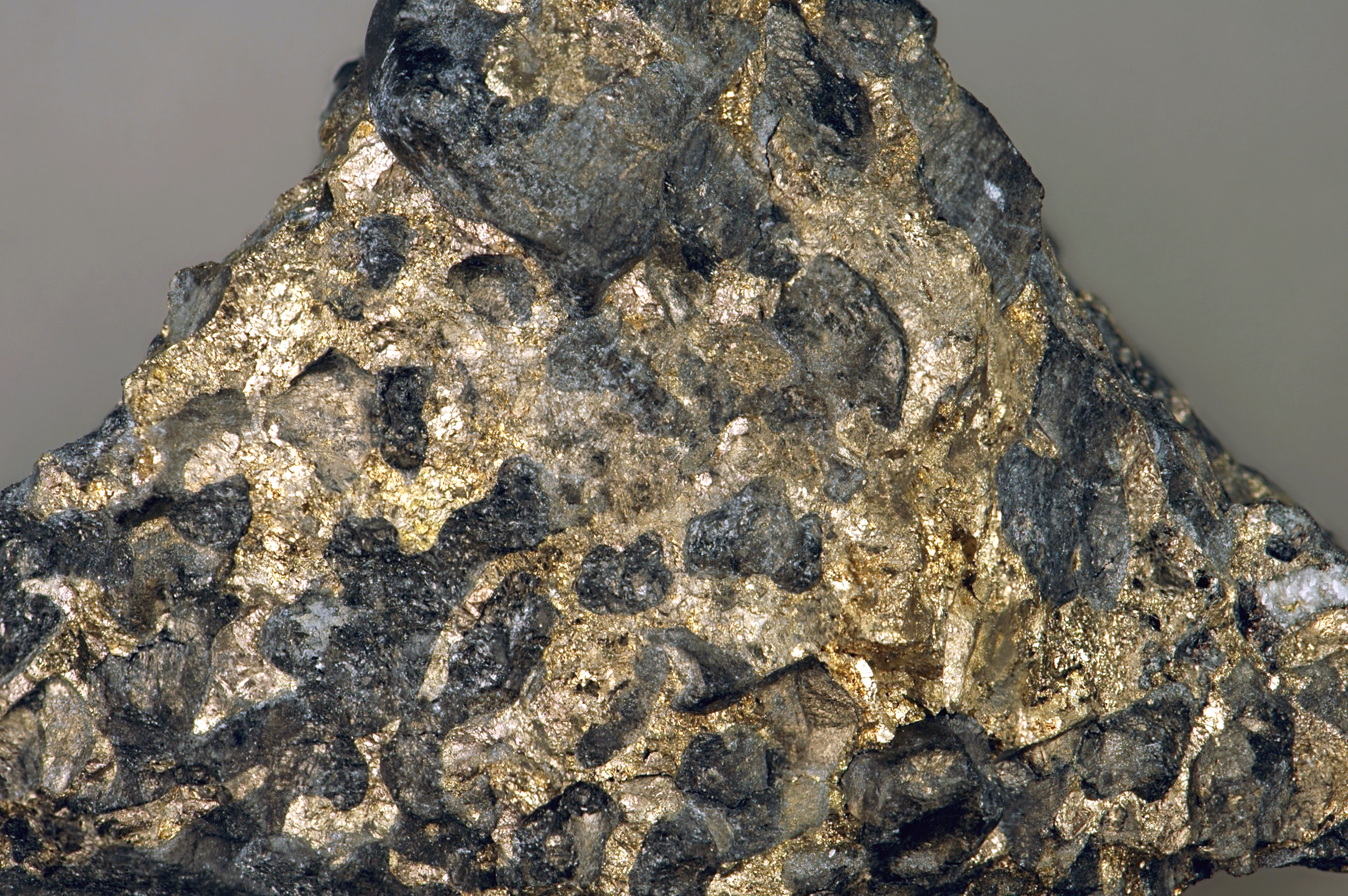
خامة كبريتيدية من البلاتين والبلاديوم من صخر سربنتينيت استخرجت من منجم في ولاية مونتانا الأمريكية

يوجد البلاديوم في الطبيعة على هيئة معدن عنصر طبيعي ، وإن التوضعات الرسوبية من خامات البلاديوم نادرة عموماً، وهي عادةً ما تكون مترافقة مع توضعات الذهب وفلزات مجموعة البلاتين الأخرى على شكل سبائك. توجد التوضعات الرسوبية من البلاديوم بشكل متركز في حزام صخر النوريت ؛ ومن المواقع النمطية  التي قد يعثر عليه فيها بالشكل العنصري الحر كل من مجمع بوشفيلد الناري  في حوض ترانسفال  في جنوب إفريقيا؛ وكذلك في مقاطعة ستيلواتر  في ولاية مونتانا الأمريكية؛ وفي حوض سودبوري  في مقاطعة أونتاريو الكندية؛ وفي جبال الأورال  بالقرب من نوريلسك  في روسيا؛ كما توجد توضعات أخرى في أستراليا وإثيوبيا ودول أمريكا الجنوبية.
من المعادن التي يمكن أن يعثر فيها على البلاديوم كل من معدني الكوبريت ، والبولاريت ؛ كما توجد معادن أخرى للبلاديوم، ولكنها جميعها نادرة جداً.

## الإنتاج

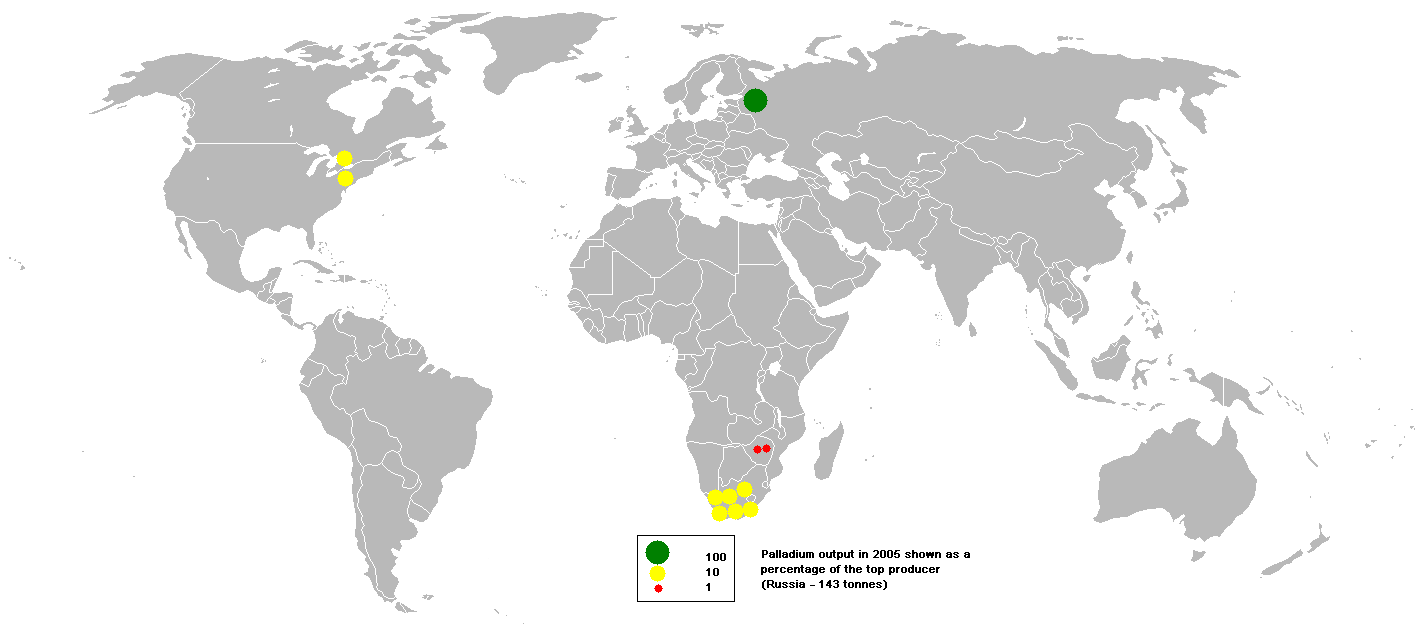
الإنتاج العالمي من البلاديوم سنة 2005

يمكن أن يستحصل على البلاديوم من التوضعات الرسوبية له في القشرة الأرضية؛ ولكنها لا تمثل دوراً كبيراً في الإنتاج؛ إذ أن المصدر الأهم هو ما يستحصل عليه على هيئة منتج ثانوي أثناء استخراج خامات النحاس والنيكل. في سنة 2002 كانت روسيا هي الرائدة في إنتاج البلاديوم عالمياً بما لا يقل عن 50% من حصة الإنتاج العالمي وفق بيانات هيئة المساحة الجيولوجية البريطانية .
بلغ الإنتاج العالمي من البلاديوم مقدار 210 طن في سنة 2022 وفق بيانات هيئة المسح الجيولوجي الأمريكية ، منها حوالي 70 طن من عمليات إعادة تدوير المحولات الحفزية، وكانت روسيا أيضاً متصدرة الدول في الإنتاج، بمقدار 88 طن، تليها جنوب إفريقيا وكندا والولايات المتحدة وزيمبابوي. تعد شركة نورنيكل  الروسية هي الرائدة على مستوى العالم في إنتاج البلاديوم، إذ تعد مسؤولة عن ما يقارب 39% من الإنتاج العالمي.
يمكن أن يستحصل على البلاديوم أيضاً من تفاعلات الانشطار النووي  ويمكن أن يستخلص من الوقود النووي المستهلك ؛ إلا أنه لا تطبق هذه العملية في وحدات إعادة المعالجة النووية  العاملة حالياً لاستحصال الفلزات النفيسة من نفايات مشعة عالية المستوى
.

## النظائر
يتألف البلاديوم الموجود في الطبيعة من سبعة نظائر، ستة منها مستقرة وهي بلاديوم-102 102Pd وبلاديوم-104 104Pd وبلاديوم-105 105Pd وبلاديوم-106 106Pd وبلاديوم-108 108Pd وبلاديوم-110 110Pd. أكثر نظائر البلاديوم المشعة استقراراً هو بلاديوم-107 107Pd ويبلغ عمر النصف  له مقدار 6.5 مليون سنة؛ وبلاديوم-103 103Pd بعمر نصف مقداره 17 يوم وبلاديوم-100 100Pd بمقدار 3.63 يوم. تتراوح الكتلة الذرية لنظائر البلاديوم المشعة بين 91-123 وحدة كتل ذرية ؛ ولأغلبها أنصاف عمر أقل من 30 دقيقة، ما عدا بلاديوم-101 101Pd (عمر نصف 8.47 ساعة)، وبلاديوم-109 109Pd (عمر نصف 13.7 ساعة)، وبلاديوم-112 112Pd (عمر نصف 21 ساعة).
بالنسبة لنمط اضمحلال النشاط الإشعاعي فإنه يتعلق بالعدد الكتلي؛ فالنظائر ذات العدد الكتلي الأقل من 106 يكون نمط الاضمحلال الرئيسي لها على هيئة التقاط إلكترون ، ويكون ناتج الاصمحلال الرئيسي من نظائر الروديوم الموافقة؛ أما النظائر ذات العدد الكتلي الأكبر من 106 فيكون نمط الاضمحلال الرئيسي لها على هيئة اضمحلال بيتا  ويكون ناتج الاضمحلال الرئيسي من نظائر الفضة الموافقة. يعد نظير الفضة 107Ag من النظائر ذات الأصل الإشعاعي  والذي أعلن عن اكتشافه أول مرة في سنة 1978 ناتجاً من اضمحلال نظير البلاديوم-107 107Pd؛ وذلك في الحجر النيزكي  الذي سقط في المكسيك سنة 1976 في منطقة سانتا كلارا . تستخدم النسبة بين نظيري البلاديوم-107 والفضة-107 في تقدير عمر الأجسام الفلكية مثل الأحجار النيزكية.

## الخواص الفيزيائية

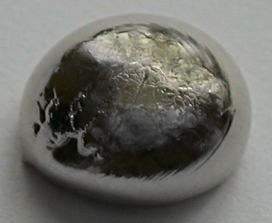
بلاديوم بنقاوة 99.99% من غير انعكاس

ينتمي البلاديوم إلى عناصر المجموعة العاشرة في الجدول الدوري؛ ولكن التوزيع الإلكتروني  لهذا العنصر مميز (0, 18, 18, 8, 2)، وذلك بشكل يتوافق مع قواعد هوند ؛ ولكنها لا تتوافق بشكل تام مع مبادئ ماديلونغ  بالنسبة لعدد الإلكترونات في غلاف التكافؤ، إذ يتوقع أن تشغل المدار الذرّي  5s، على الشكل 5s2 4d8 ولكنها فعلياً تشغل المدارات 4d10 بالكامل، لأن ذلك مفضّل طاقياً. يعد هذا التوزيع الإلكتروني 5s0 فريداً في عناصر الدورة الخامسة.
يوجد البلاديوم في شكله النقي على هيئة فلز ذي لون أبيض فضي لامع، ويتميز بارتفاع الصلادة ومقاومته للتآكل، لذلك فهو من الفلزات النبيلة، كما أنه أيضاً من الفلزات النفيسة. ينتمي البلاديوم إلى مجموعة البلاتين، ويتيمز بأنه أقل عناصر تلك المجموعة في قيمة نقطة الانصهار، بالمقابل فهو أكثرها تفاعلية. عند درجة حرارة الغرفة لا يتفاعل البلاديوم مع غاز الأكسجين، ويبقى محافظاً على لمعانه وبريقه الفلزي. يؤدي التسخين إلى درجات حرارة تقارب 400 °س إلى تشكل طبقة من الأكسيد ذات لون فولاذي مزرق على سطحه، أما عند درجات حرارة قريبة من 800 °س تتفكك طبقة الأكسيد هذه؛ أما عند التوهج  فيصبح ليناً ومطواعاً؛ ويؤدي التصلد الانفعالي  إلى زيادة الصلادة، ويكون حينها أصلد من البلاتين. عند درجات حرارة تتجاوز 500 °س يتفاعل البلاديوم مع الكبريت والمركبات الكيميائية الحاوية على هذا العنصر مثل الكبريتات في الجص، مما يؤدي إلى تشكل كبريتيد البلاديوم الثنائي، والذي يسبب التقصف  في البلاديوم وسبائكه. تبلغ قيمة معامل التمدد الحراري  مقدار 11.7 × 10−6كلفن−1.

## الخواص الكيميائية
ينتمي البلاديوم إلى الفلزات النبيلة، ويسلك سلوكاً نمطياً موافقاً لها بشكل مشابه للسلوك الكيميائي للفضة. يعد البلاديوم على سبيل المثال من أكثر عناصر مجموعة البلاتين تفاعلية، فهو أنشط من البلاتين، إذ ينحل في حمض النتريك مشكلاً ملح النترات الموافق؛ وعندما يكون بشكل مسحوق في حمض الهيدروكلوريك؛ كما ينحل في الماء الملكي  وحمض الكبريتيك المركز والساخن.
يمتاز البلاديوم بأنه أكثر العناصر الكيميائية مقدرةً على امتصاص غاز الهيدروجين؛ إذ يستطيع البلاديوم نسبة إلى حجم العينة امتصاص قرابة 900 ضعف من الهيدروجين في الحالة العادية عند درجة حرارة الغرفة، وتصل تلك النسبة إلى 1200 ضعف عندما يكون على هيئة مسحوق ناعم جداً، وإلى 3000 ضعف في المحاليل الغروانية . يدخل الهيدروجين الممتص ضمن الشبكة البلورية للفلز بتشكيله رابطة فلزية أو يمكن وصف العملية بتشكيل هيدريدات موافقة ضمن البنية البلورية.

### المركبات الكيميائية
يأخذ البلاديوم في مركباته الكيميائية عادة بشكل شائع حالتا الأكسدة +2 و +4؛ ويمكن أن توجد مركبات له يدخل فيها بمزيج من حالتي الأكسدة تلك Pd(II)/Pd(IV) بشكل تبدو حالة الأكسدة ظاهرياً على أنها +3. بالمقابل، يستطيع البلاديوم في بعض الأحيان أن يكون حالة الأكسدة +3 في بعض المركبات الخاصة من النمط A2BPdF6، والتي يكون فيها A وB فلزين قلويين مختلفين، ويستحصل على مثل هذه المركبات ضمن شروط خاصة من تفاعلات الحالة الصلبة . تبدي هذه المركبات ميلاً كبيراً للدخول في تفاعلات عدم تناسب  إلى البلاديوم الثنائي والرباعي. استحصل أيضاً على البلاديوم الثلاثي على هيئة مركب أكسيدي مع اللانثانوم LaPdO3، وهو مركب ذو استقرار جيد نسبياً. يمكن أن يأخذ البلاديوم أيضاً في بعض الحالات النادرة حالة الأكسدة +1 أو +5؛ أما في المعقدات التناسقية فمن الشائع أن يأخذ البلاديوم حالة الأكسدة الصفرية 0.

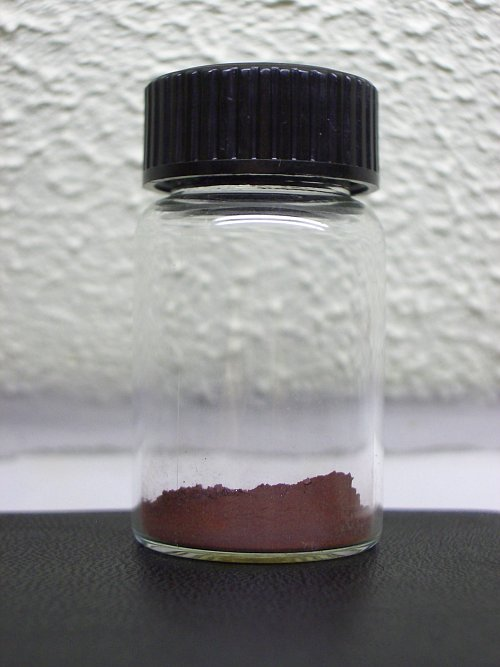
كلوريد البلاديوم الثنائي

يعد مركب كلوريد البلاديوم الثنائي PdCl2 المركب الأساسي في تحضير باقي مركبات البلاديوم الأخرى، كما يستخدم في تحضير حفازات البلاديوم في عمليات التحفيز اللامتجانس . تتفاعل محاليل كلوريد البلاديوم الثنائي في حمض النتريك مع حمض الخليك من أجل الحصول على أسيتات البلاديوم الثنائي Pd(O2CCH3)2، وهو كاشف كيميائي متعدد الاستخدامات. يستخدم كلوريد البلاديوم من أجل تحضير المعقدات التناسقية بتفاعله مع ربيطات (L)  للحصول على معقدات من النمط PdCl2L2؛ ومن الأمثلة عليها ربيطة بنزونتريل من أجل تحضير معقد مضاعف بنزونتريل ثنائي كلوريد البلاديوم  PdCl2(PhCN)2. في مثال آخر يعد معقد مضاعف (ثلاثي فينيل فوسفين) ثنائي كلوريد البلاديوم الثنائي  PdCl2(PPh3)2 من الحفازات المهمة ذات التطبيقات العملية.
يشكل البلاديوم عندما يكون بحالة الأكسدة الصفرية (0) طيفاً واسعاً من المعقدات التناسقية من النمط PdL4 أو PdL3 أو PdL2. على سبيل المثال، يؤدي اختزال مزيج من PdCl2(PPh3)2 وثلاثي فينيل الفوسفين (PPh3) إلى الحصول على معقد رباعي (ثلاثي فينيل فوسفين) البلاديوم الصفري . من الأمثلة الأخرى المهمة على معقدات البلاديوم الصفري معقد ثلاثي (ثنائي بنزيليدين أسيتون) ثنائي البلاديوم الصفري  (Pd2(dba)3)، والذي يحضر من اختزال رباعي كلوروبلادات الصوديوم  بوجود ثنائي بنزيليدين أسيتون  (dba). تعد المعقدات التناسقية للبلاديوم الصفري والثنائي من الحفازات في عدد من التفاعلات المهمة، مثل تفاعلات الازدواج المتبادل  الضرورية في تفاعلات اصطناع عضوي مشهورة، مثل تفاعل هيك  وتفاعل سوزوكي  وازدواج سونوغاشيرا  وتفاعل ستيل ؛ بالإضافة إلى تفاعل ازدواج نيجيشي  وازدواج كومادا .
لا يشكل البلاديوم الكثير من المركبات الكيميائية في الحالة الرباعية Pd(IV)، ومن الأمثلة النادرة عليها مركب سداسي كلوروبلادات الصوديوم الرباعي  Na2[PdCl6]. الأمر ذاته ينطبق على المركبات الكيميائية بحالة الأكسدة الثلاثية Pd(III)، فهي ليست بالكثيرة. من جهة أخرى، ظهرت ادعاءات بالتمكن من تحضير مركبات للبلاديوم في حالة الأكسدة السداسية Pd(VI) في سنة 2002، ولكن تلك الادعاءات نفيت بعد ذلك.
يستطيع البلاديوم أن يشكل معقدات من نوع خاص، مثل معقد Pd4(CO)4(OAc)4Pd(acac)2 الذي يستطيع أن يشكل بنية خطية لا متناهية من ذرات البلاديوم. عند خلطه مع عنصر أكثر كهرجابية  فإن البلاديوم يحمل حينها شحنة كهربائية جزئية سالبة، وتعرف المركبات حينها باسم بلاديدات ، ومن الأمثلة عليها مركب بلاديد الغاليوم ؛ كما توجد أيضاً مركبات بلاديد من النمط MPd3 حيث تمثل M عناصر مثل سكانديوم أو إتريوم أو أي من عناصر اللانثانيدات.

### التحليل الكيميائي
من الممكن إجراء تحليل كمّي للبلاديوم الثنائي بالطرق التقليدية في الكيمياء التحليلية باستخدام كاشف ثنائي ميثيل غليوكسيم ، والذي يضاف إلى محاليل محمّضة بأحماض معدنية عند قيمة pH قريبة من 2، مما يؤدي إلى الحصول على راسب من مضاعف (ثنائي ميثيل غليوكسيماتو) البلاديوم الثنائي ، والذي ينحل في محاليل ذات أوساط قاعدية يكون فيها pH الوسط أكبر من 9.
يستخدم هذا الكاشف أيضاً في الكشف عن النيكل، ولكن يمكن الفصل بين الكشف عن هذين العنصرين، لأن معقد ثنائي ميثيل غليوكسيم مع النيكل ينحل في الوسط الحمضي على العكس من معقد البلاديوم مع ذات الكاشف.

## الأهمية الاقتصادية

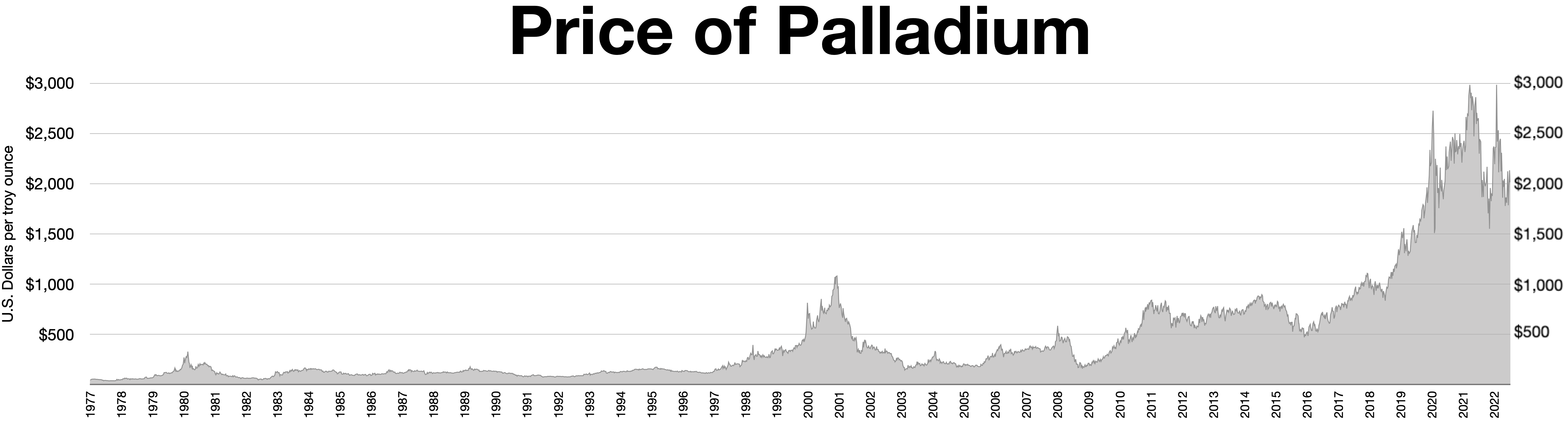
تطور سعر أونصة البلاديوم مقدراً بالدولار

بلغت مبيعات البلاديوم عالمياً في سنة 2017 ما يقارب 275 طن، وذلك يعادل 8.84 مليون أونصة تروي ؛ استخدم قرابة 85% من تلك الكمية في إنتاج المحولات الحفزية المستخدمة في صناعة سيارات محركات الاحتراق الداخلي، يليها استخدامات صناعبة أخرى بالإضافة إلى صناعة المجوهرات واستعمالات استثمارية متنوعة.
يتداول البلاديوم عالمياً في السوق الفورية  ويحمل رقم التعريف الدولي  (XC0009665529)؛ كما يحمل أيضاً رمز التداول الدولي (XPD)، وبذلك يكون واحداً من معادن أربع إلى جانب الذهب والفضة والبلاتين والتي تحمل مثل هذه الرموز في الأسواق العالمية. وصل سعر البلاديوم أعلى قيمة له في الثالث من مايو سنة 2021 عندما بلغ سعر الأونصة 2,981.40 دولار أمريكي. وتعد الحرب الروسية الأوكرانية واحدة من العوامل المؤثرة على تقلب سعر البلاديوم، إذ ازداد سعره بنسبة 13% منذ بدابة الحرب؛ خاصة أن روسيا من المزودين الرئيسيين عالمياً من هذا الفلز.

## الاستخدامات
تستهلك النسبة العظمى من كمية البلاديوم المنتجة عالمياً في إنتاج المحولات الحفزية، بالإضافة إلى ذلك، فإن للبلاديوم العديد من التطبيقات الأخرى في مجالات الطب، وفي طب الأسنان، وصناعة المجوهرات؛ وبعض الأدوات الموسيقية مثل الفلوت الجانبي ؛ وكذلك في الصناعات الإلكترونية، وبشكل واسع في مجال التحفيز في الصناعات الكيميائية.

### التحفيز
يظهر البلاديوم خواص تحفيزية ممتازة عندما يكون على هيئة مسحوق ناعم لعدد من التفاعلات الكيميائية والتي تتضمن على سبيل المثال الهدرجة  ونزع الهيدروجين  بالإضافة إلى عمليات التكسير  في الصناعات النفطية. يدخل البلاديوم ومركباته في مجال الاصطناع الكيميائي في العديد من التفاعلات الاسمية في تشكيل روابط كربون-كربون في المركبات الكيميائية، مثل تفاعلات هيك  وسوزوكي  وتسوجي-تروست  وفاكر  ونيجيشي  وستيل  وسونوغاشيرا . كما يعد البلاديوم مكوناً أساسياً في حفاز لندلار . تستخدم هذه التفاعلات في تحضير كيماويات نقية دقيقة  مهمة في الصناعة الكيميائية. كما يستخدم البلاديوم حفازاً في تشكيل روابط كربون-فلور C-F في عدد من المركبات؛ كما يستخدم في تحفيز تفاعل أكسدة الكحولات الأولية في أوساط قاعدية. في مجال آخر، يدخل البلاديوم بشكل متزايد في تحفيز التفاعلات في علم الأحياء التركيبي ؛ إذ وجدت دراسة في سنة 2017 إمكانية تطبيق جسيمات نانوية  في تحفيز تفاعلات حيوية في الجسم الحي .

#### المحول الحفزي

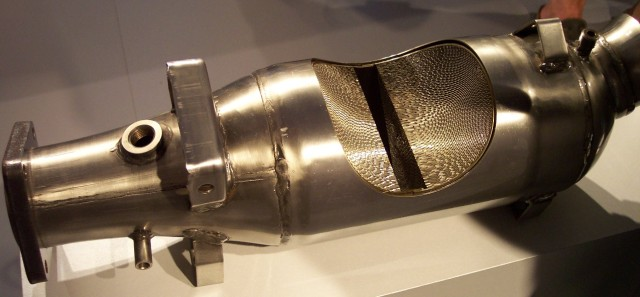
مقطع عرضي لمحول حفزي

يعد المحول الحفزي مكوناً في سيارات محركات الاحتراق الداخلي من أجل تحويل الانبعاثات الغازية الملوثة والمضرة بالبيئة والمنبعثة من عوادم السيارات إلى غازات أقل ضرراً على البيئة. تقوم المحولات الحفزية ثلاثية الطرق  بالتخلص في ذات الوقت من الهيدروكربونات غير المحترقة وأحادي أكسيد الكربون وأكاسيد النتروجين، وهي تتألف من مزيج من فلزات نبيلة من البلاديوم والبلاتين والروديوم؛ ويكون البلاديوم مسؤولاً عن تحفيز أكسدة أحادي أكسيد الكربون إلى ثنائي أكسيد الكربون، وأكسدة الهيدروكربونات في تفاعل احتراق إلى ثنائي أكسيد الكربون وبخار الماء.

#### عملية فاكر
يستخدم البلاديوم على هيئة مركب كلوريد البلاديوم الثنائي إلى جانب كلوريد النحاس الثنائي حفازاً في عملية فاكر (المعروفة أيضاً باسم عملية هوكست-فاكر )، وهي عملية كيميائية صناعية تسهم في أكسدة الإيثيلين إلى إيثانال (أسيتالدهيد) عبر دورة حفزية  تتضمن تشكيل معقد من نمط ملح زايسه ، الأمر الذي يساهم في إدراج ربيطات من الإيثيلين في الرابطة Pd-OH فيتشكل معقد من 2-هيدروكسي الإيثيل، ثم ينتهي الأمر بتشكل الأسيتالدهيد وشكل مهدرج من البلاديوم، والذي يعاد إلى شكله الأولى بمساعدة حفاز النحاس.

#### الهدرجة
يعد البلاديوم من الحفازات المهمة لتفاعلات هدرجة الزيوت غير المشبعة ومشتقاتها في الصناعات الغذائية من أجل تحضير السمن النباتي (مرجرين)؛ كما يستخدم أيضاً في تحسين الخواص الفيزيائية للديزل الحيوي .
يدخل البلاديوم في تركيب حفاز لندلار، ويتكون من فلز البلاديوم بتركيز قريب من 5% على ركازة من كربونات الكالسيوم ويخفف نشاطه بتسميمه بالرصاص والكينولين. يستخدم هذا الحفاز من أجل الهدرجة الانتقائية اللطيفة، مثل هدرجة الألكينات إلى ألكاينات دون الوصول إلى الألكانات، مثل تفاعل هدرجة فينيل الأسيتيلين إلى ستايرين. سمي هذا الحفاز نسبة إلى مكنشفه هربرت لندلار. كما يعد البلاديوم عاملاً أساسياً في تحفيز تفاعل اختزال روزنموند ، والذي يكون فيه حفاز البلاديوم على ركازة من كبريتات الباريوم، ويساهم في هدرجة مركبات كلوريد الأسيل بغاز الهيدروجين إلى الألدهيدات الموافقة.

### تخزين الهيدروجين
إن فلز البلاديوم قادر بشكل كبير على امتزاز  غاز الهيدروجين عند درجة حرارة الغرفة مشكّلاً بذلك نوعاً كيميائياً مهدرجاً من البلاديوم يعرف باسم هيدريد البلاديوم  PdHx تكون فيه قيمة x عادةً أقل من واحد (1>x). على الرغم من أن ظاهرة امتزاز وامتصاص الهيدروجين شائعة بين الفلزات الانتقالية، إلا أن للبلاديوم سعة امتصاص مرتفعة منقطعة النظير من بين العناصر الكيميائية. ينتشر غاز الهيدروجين بشكل سهل في البلاديوم المسخن، كما تستخدم مفاعلات غشائية  حاوية على البلاديوم في إنتاج وفصل الهيدروجين مرتفع النقاوة. درست هذه الخاصة بشكل مكثف من أجل تصميم وتأمين وسائط تخزينية لوقود الهيدروجين؛ إلا أن هناك عوامل اقتصادية تؤثر على هذا الجانب، إذ ما يعيق أن سعر البلاديوم مرتفع بحد ذاته من أجل استخدامه لهذا الغرض. تتعلق نسبة الهيدروجين المختزنة في البلاديوم بخاصية القابلية المغناطيسية ، والتي تتناقص مع زيادة كمية الهيدروجين، وتصبح قيمتها صفراً عند نسبة ارتباط PdH0.62؛ وعند أي نسبة أعلى يصبح المحلول الجامد  ذا خاصية مغناطيسية معاكسة . يستخدم البلاديوم من أجل تنقية الهيدروجين في المختبر؛ ولكن لا يطبق ذلك على مستوى صناعي.

### الزينة والمجوهرات

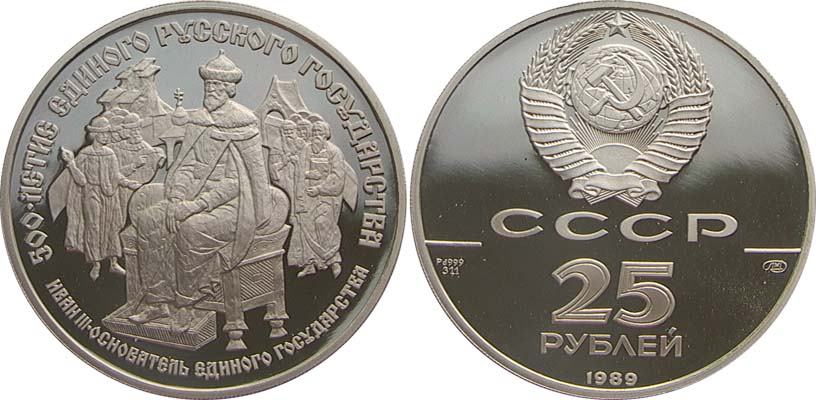
يستخدم البلاديوم أحياناً في سك النقود التذكارية، مثل 25 روبل السوفيتي

ينتمي البلاديوم إلى الفلزات النفيسة وبدأ استخدامه إلى جانب الروديوم بشكل متزايد منذ بدايات القرن العشرين في مجال الزينة والمجوهرات بديلاً عن البلاتين في صياغة الذهب الأبيض؛ خاصة مع ارتفاع أسعار البلاتين في السوق العالمية. وما أعاق الاستخدام المبكر للبلاديوم في هذا المجال هو صعوبة السبك ، إلا أن تلك المشاكل التقنية جرى التغلب عليها مع تطور الصناعة. يستخدم البلاديوم في صياغة الذهب الأبيض إلى جانب النيكل؛ ولكنه يتميز البلاديوم عن النيكل أنه لا يسبب حساسية. يتميز البلاديوم أيضاً بقابليته الكبيرة على التطريق، إذ يمكن صنع رقائق منه يمكن أن تصل سماكتها إلى حدود 100 نانومتر. بالمقابل، وعلى العكس من البلاتين، فإن البلاديوم يمكن أن يتلون عند درجات حرارة تتجاوز 400 °س؛ وذلك بسبب الأكسدة، ولذلك من أجل استخدامه في مجال صناعة ألمجوهرات، يسخن البلاديوم ضمن شروط خاصة منضبطة بمعزل عن الهواء.

### متفرقات
- يدخل البلاديوم على هيئة مركب كلوريد البلاديوم الثنائي في تركيب أجهزة الكشف عن غاز أحادي أكسيد الكربون [ط 115].[87]
- في مجال طب الأسنان يستخدم البلاديوم في تركيب بعض سبائك الملغمات السنية [ط 116] بنسب صغيرة تصل إلى حوالي 0.5%، وذلك من أجل التقليل من التآكل وزيادة البريق المعدني [ط 117] للتركيبة النهائية.[88][89] إلا أن ارتفاع الكلفة يجعل من هذا التطبيق غير واسع الانتشار، لذلك يجري البحث عن بدائل أكثر اقتصادية.[90]
- يستخدم البلاديوم في صناعة أسنان أقلام الحبر السائل [ط 118]، مثل الأقلام المصنوعة من شركة شيفر [ط 119].
- يمكن أن يستخدم البلاديوم إلى جانب البلاتين في عمليات الطباعة بالبلاتين [ط 120] من أجل الحصول على طباعات فاخرة بالأبيض والأسود، وذلك بديلاً عن استخدام أملاح الفضة.[91]

## المخاطر
لا يعد البلاديوم من الفلزات ذات السمية المرتفعة، ولا يوجد له دور حيوي معروف. إلا أن الأبحاث وجدت أن التأثير السمي لأيونات البلاديوم في الجسم على المستوى الخلوي قد يكون تراكمياً وطويل الأمد في الكبد والكليتين. أظهرت التجارب على الحيوانات أن الجرعات المرتفعة من البلاديوم يمكن أن تكون سامة على القوارض. بالنسبة للفئران فقد بلغت قيمة الجرعة المميتة الوسطية  لمركبات البلاديوم المنحلة مقدار 200 مغ/كغ (إعطاء فموي ) و5 مغ/كغ (حقن وريدي )
عموماً فإن فلز البلاديوم خامل مثله مثل باقي عناصر مجموعة البلاتين، ولا يسبب حساسية والتهاب الجلد التماسي  مثل النيكل على سبيل المثال، لذلك تعد المجوهرات المصوغة من البلاديوم في الذهب الأبيض بدائل جيدة لمن يعانون من حساسية النيكل.